# アーヴォラ
アーヴォラ（イタリア語: Avola, シチリア語: Àvula, Àula）は、イタリア共和国シチリア州シラクーザ県にある、人口約3万1000人の基礎自治体（コムーネ）。

## 地理

### 位置・広がり

#### 隣接コムーネ
隣接するコムーネは以下の通り。
- ノート
- シラクーザ

## 行政

### 分離集落
アーヴォラには、以下の分離集落（フラツィオーネ）がある。
- Capo Negro, Chiusa Cavalli, Chiusa di Carlo, Cicirata, Cicirata Inizio, Falaride, Gallina, Montagna, Piccio